# Kōhei Takano
Kōhei Takano (japanisch 高野 耕平 Takano Kōhei; * 3. April 1985 in der Präfektur Chiba) ist ein ehemaliger japanischer Fußballspieler.

## Karriere
Takano erlernte das Fußballspielen in der Jugendmannschaft von den  Kashima Antlers und der Universitätsmannschaft der Gakugei-Universität Tokio. Seinen ersten Vertrag unterschrieb er 2008 bei AC Nagano Parceiro. Am Ende der Saison 2010 stieg der Verein in die Japan Football League auf. 2013 wurde er mit dem Verein Meister der Japan Football League und stieg in die J3 League auf. Für den Verein absolvierte er 141 Ligaspiele. Ende 2014 beendete er seine Karriere als Fußballspieler.